# Dancing (película de 2003)
Dancing es una película francesa dirigida por Xavier Brillat, Patrick-Mario Bernard y Pierre Trividic sobre un guion de los dos últimos, cuyos principales protagonistas son Patrick-Mario Bernard, Pierre Trividic, Jean-Yves Jouannais, Peter Bonke,	Bernard Binet, Carine Ruszniewski, Véronique Bayer y Fabienne Le Sager. Fue estrenada en Francia el 30 de abril de 2003.

## Sinopsis
René es un artista que vive con su compañero en un antiguo salón de baile de Bretaña. Paulatinamente va sintiendo que algo le está sucediendo; no se siente enfermo sino, en todo caso, ultrasensible. Conforme pasa el tiempo le cuesta más concentrarse y se da cuenta de que ciertas imágenes, como un cuadro con dos payasos que ha visto, entran en su mente y no puede alejarlas a pesar de los esfuerzos racionales que realiza. Hasta que de pronto se produce lo inimaginable, cuando se encuentra cara a cara con un doble.

## Premios
- Premio de la prensa en los 8° encuentros internacionales de cine de París.

## Reparto
- Patrick-Mario Bernard	... 	René Bernard / Su doble
- Pierre Trividic	... 	Patrick Kérisit
- Jean-Yves Jouannais	... 	Maurice / Sus dobles
- Peter Bonke	... 	Arne Nygren
- Bernard Binet	... 	El médico
- Carine Ruszniewski	... 	La periodista
- Véronique Bayer	... 	La interna
- Fabienne Le Sager	... 	Geneviève
- Michael Blanchet
- Béatrice Caula
- Alexandre Causin
- Didier Doumergue
- Dominique Fabuel
- Martine Le Faou
- Philippe Mangeot
- Yves Smadja
- Patrick Sobelman
- Anne-Louise Trividic
- Florence Vax